# Charlotte Delbo
Charlotte Delbo (Vigneux-sur-Seine, 10 agosto 1913 – Parigi, 1º marzo 1985) è stata una poetessa e drammaturga francese.

## Biografia
Nacque in una famiglia di origine italiana e nel 1936 sposò Georges Dudach, conosciuto qualche anno prima nell'ambiente della Jeunesse Comuniste (Gioventù Comunista), di cui Georges era uno dei dirigenti. Insieme frequentarono i corsi dell'Università Operaia, dove insegnavano Georges Politzer, Jacques Solomon e il filosofo Henri Lefebvre, all’epoca non ancora un autore conosciuto, con il quale Charlotte lavorò di nuovo nel dopoguerra. Charlotte e il marito vivevano a Parigi, in un piccolo appartamento nel III arrondissement. Funzionario del Partito Comunista Francese, Georges viaggiava molto, mentre Charlotte lavorava come steno-dattilografa. Dalla primavera del 1937 i coniugi lavorarono per Les cahiers de la Jeunesse ed è proprio nella realizzazione di un'intervista per questo giornale che Charlotte conobbe il regista e attore Louis Jouvet, che l'assunse pochi giorni dopo come sua assistente, incaricandola di trascrivere i suoi appunti e il suo pensiero. Charlotte Delbo lavorò per lui fino al novembre del 1941, seguendolo anche nelle sue tournée in Svizzera e America Latina.

### Resistenza e prigionia
Nel 1939, dopo la dichiarazione di guerra della Francia alla Germania, Georges fu chiamato alle armi. Smobilitato dopo la capitolazione, nel settembre 1940 fu tra coloro che si adoperarono per strutturare la resistenza contro il nazismo, tentando di mobilitare intellettuali e scrittori. Anche Charlotte collaborò con lui una volta rientrata dal Sudamerica. Usando nomi falsi, crearono riviste clandestine, diffusero volantini e documenti. Le Brigades Spéciales li arrestarono la mattina del 2 marzo 1942, nell’ambito di un'operazione volta a colpire la resistenza degli intellettuali. Imprigionati insieme nel Carcere de La Santé, Charlotte e Georges si dissero addio il 23 maggio 1942. Lui fu fucilato il giorno stesso presso la fortezza del Mont-Valérien, lei venne trasferita al Forte di Romainville, dove incontrò le compagne con cui poi condivise la deportazione ad Auschwitz - Birkenau: Vittoria Nenni, Yvonne Blech, Yvonne Picard e altre. Giunte ad Auschwitz il mattino del 27 gennaio 1943, furono assegnate al blocco 26 di Birkenau, insieme alle ebree polacche. Furono addette ai lavori forzati, a due ore di cammino dal campo. Lavoravano nelle paludi, avevano le gambe gonfie, cadevano in continuazione, ma erano ancora vive. Ogni giorno il corpo sembrava soccombere all'abnorme sforzo fisico e alla costante denutrizione. Poi vennero destinate a lavorare in una fabbrica, al coperto, per cui la loro situazione fisica migliorò. Nel luglio 1943 Charlotte fu testimone dell'agonia di Vittoria Nenni, di cui, dopo la liberazione del campo ed il ritorno a Parigi, riferì al padre, il leader socialista Pietro Nenni. A gennaio 1944 furono richiamate a Birkenau e di qui trasferite, in piccoli gruppi, a Ravensbruck.

## Liberazione e scrittura
La liberazione arrivò il 23 aprile 1945, poi, dopo un trasferimento in Svezia, Charlotte e le compagne sopravvissute rientrarono a Parigi. Faticosamente Charlotte ricominciò ad amare la vita e tornò al lavoro al fianco di Jouvet. Subito sorse in lei l'esigenza di raccontare la sua esperienza nel lager: finì di scrivere un resoconto manoscritto già nel luglio del 1946, ma lo pubblicò solo nel 1965. Il titolo, "Aucun de nous ne reviendra" ("Nessuno di noi tornerà"), è un verso della poesia di Apollinaire "La maison des morts" ("La casa dei morti"). Nello stesso anno pubblicò "Le convoi du 24 janvier" ("Il convoglio del 24 gennaio"), una ricostruzione sul nome e la storia di tutte le 230 donne deportate con lei nel convoglio 31. Compose anche un'opera teatrale, "Qui rapportera ces paroles?" ("Chi riferirà queste parole?"), dal sottotitolo «Une tragédie qui se passe dans un camp de concentration» ("Una tragedia che si svolge in un campo di concentramento") che fu messa in scena alla metà degli anni 1970 dal regista François Darbon. Essa era interpretata da ventitré attrici, che, mano a mano, scomparivano dalla scena; era priva di scenografia e i costumi "non contavano". Non veniva mai nominato il nome del campo, né vi erano riferimenti diretti al nazismo. Charlotte Delbo non cessò inoltre il suo impegno politico, specie in occasione della guerra d'Algeria, schierandosi a favore dell'indipendenza dell'ex-colonia francese.
È morta il 1 marzo 1985 a Parigi per un cancro ai polmoni.

## Opere

### Saggi, ricordi e poesie
- Les Belles Lettres, Les Éditions de Minuit, 1961; rieditato nel 2012 ISBN 9782707304742
- Le Convoi du 24 janvier, Les Éditions de Minuit, 1965, 1978, 1995
- Auschwitz et après, 3 volumi :
  - Aucun de nous ne reviendra, Editions Gonthier SA Geneva, 1965. Rieditato nel 1970, 1979, 1995 da Les Éditions de Minuit. Nel formato audiolibro (nella collana La Bibliothèques des voix, Éditions des femmes-Antoinette Fouque, 2017), ottiene il "Grand Prix du livre audio", nella categoria Contemporain.
  - Une connaissance inutile, Les Éditions de Minuit, 1970
  - Mesure de nos jours, Les Éditions de Minuit, 1971, 1994
- Spectres, mes compagnons, Maurice Bridel, Lausanne, 1977; rieditato da Berg international, Parigi, 1995
- La Mémoire et les Jours Parigi, Berg International, 1985; rieditato nel 1995

### Teatro
- La Théorie et la Pratique, Anthropos, Parigi, 1969
- La Sentence, pièce in tre atti, P.-J. Oswald, 1972
- Qui rapportera ces paroles?[7], tragedia in tre atti, P.-J. Oswald, Parigi, 1974
- Maria Lusitania, pièce in tre atti
- le coup d'État, pièce in cinque atti, P.-J. Oswald, Parigi, 1975
- La Ligne de démarcation e La Capitulation, P.-J. Oswald, Parigi, 1977
- Les Hommes, pièce pubblicata da Thierry Bouchard nella rivista Théodore Balmoral, n° 68, giugno 2012
- Ceux qui avaient choisi, pièce in due atti, Les provinciales, Saint-Victor, 2011

### Testi pubblicati nelle riviste
- Lily, racconto pubblicato sul mensile svizzero Annabelle, n° 63, maggio 1946.
- L'ours en peluche novella pubblicata sul mensile svizzero Annabelle. n° 70, dicembre 1946.
- Lily e Entretien avec Charlotte Delbo, in La Nouvelle Critique, n° 167, giugno 1965
- Les leçons de Jouvet, p.561, in La Nouvelle Revue Française (NRF), 1 marzo 1966, n° 159.
- À une Judith, e Une scène jouée dans la mémoire testo pubblicato da Thierry Bouchard in Théodore Balmoral, n° 2/23 (autunno-inverno 1995).
- Les Hommes, pièce pubblicata da Thierry Bouchard in Théodore Balmoral, n° 68, Je suis dans un café, Primavera-estate 2012